# فرودگاه مک‌گراث
فرودگاه مک‌گراث (به انگلیسی: McGrath Airport) یک فرودگاه همگانی بهره‌برداری هوایی با کد یاتا MCG است که یک باند فرود آسفالت دارد و طول باند آن ۱۸۰۹ متر است. این فرودگاه در شهر مک‌گرث، آلاسکا کشور ایالات متحده آمریکا قرار دارد و در ارتفاع ۱۰۵ متری از سطح دریا واقع شده‌است.